# Deniz Kaan Kartal
Deniz Kaan Kartal (* 16. April 2005) ist ein türkischer Leichtathlet, der sich auf den Sprint spezialisiert hat.

## Sportliche Laufbahn
Erste internationale Erfahrungen sammelte Deniz Kaan Kartal im Jahr 2022, als er bei den U18-Europameisterschaften in Jerusalem mit übersprungenen 2,00 m den zehnten Platz im Hochsprung belegte. Anschließend belegte er bei den U20-Balkan-Meisterschaften in Denizli mit 1,95 m den siebten Platz. 2025 wurde er bei der 2. Liga der Team-Europameisterschaft in Maribor in 20,82 s Achter im A-Lauf über 200 Meter, ehe er bei den U23-Europameisterschaften in Bergen mit 21,02 s im Halbfinale im 200-Meter-Lauf ausschied. Zudem wurde er dort mit der türkischen Mixed-Staffel über 4-mal 400 Meter im Vorlauf disqualifiziert. Daraufhin gewann er bei den Balkan-Meisterschaften in Volos in 20,84 s die Bronzemedaille über 200 Meter hinter dem Aserbaidschaner Əlham Nağıyev und Gal Arad aus Israel und siegte in der Mixed-Staffel in 3:24,66 min und belegte mit der Männerstaffel in 3:12,67 min den vierten Platz.
2025 wurde Kartal türkischer Hallenmeister im 200-Meter-Lauf.

## Persönliche Bestleistungen
- 200 Meter: 20,82 s (+0,9 m/s), 29. Juni 2025 in Maribor
  - 200 Meter (Halle): 21,25 s, 23. Februar 2025 in Istanbul
- Hochsprung: 2,05 m, 28. Mai 2022 in Bursa